# Batalla de Pointe du Hoc
La batalla de Pointe du Hoc se libró en la punta homónima entre el 6 y el 8 de junio de 1944 entre tres compañías ranger del 75.º Regimiento Ranger y elementos de la 352.ª división de infantería de la Wehrmacht.

## La Punta de Hoc
Pointe du Hoc era un promontorio situado exactamente entre las dos playas conocidas en clave como Utah y Omaha, los dos sectores asignados a las fuerzas estadounidenses en Normandía. En lo alto de sus acantilados de 30 metros de altura la inteligencia aliada había situado una batería alemana de seis cañones de 155 mm que dominaba ambas playas. Con un alcance de 25 000 metros, la batería era una amenaza para ambos sectores de desembarco y para la flota de invasión aliada. La posición había sido atacada durante todo el mes de mayo con bombardeos diurnos, y con bombardeos continuos de día y de noche, los días 2, 3 y 4 de junio. Las imágenes tomadas por los aviones de reconocimiento mostraban que los efectos de los bombardeos habían sido devastadores, pero para asegurarse de que la batería no pudiese ser utilizada el mando aliado decidió incluir Pointe du Hoc como uno de los objetivos del Día D. 

## Plan estadounidense
El plan era que una fuerza anfibia desembarcase al pie de los acantilados, los escalase, tomase la posición e inutilizase los cañones. A continuación se uniría a las fuerzas estadounidenses que desembarcarían en la playa Omaha, cuyo extremo oriental estaba seis kilómetros al este de Point du Hoc. Los elegidos para realizar el asalto fueron los hombres del 2.º Batallón Ranger. Los rangers eran una fuerza de élite de infantería inspirada en los comandos británicos, hasta entonces poco probada en combate, pero cuyo duro entrenamiento los hacía idóneos para una operación de esas características. Se esperaba que los rangers estuviesen en inferioridad numérica, ya que se sabía que enfrente tendrían a un regimiento alemán (se trataba del 916.º Regimiento de Granaderos, perteneciente a la 352.ª División de Infantería).

## Consecuencias
La victoria estadounidense supuso la toma de Punta de Hoc y la eliminación de un obstáculo para las tropas que habían desembarcado en Omaha, también significó el fracaso total de la fortaleza alemana en la costa atlántica y el éxito total del Día D.